# Robert Schoonjans
Robert Schoonjans (* 5. September 1925 in Antwerpen; † 15. März 2011 in Leuven) war ein belgischer Hindernisläufer.
Über 3000 m Hindernis wurde er bei den Leichtathletik-Europameisterschaften 1950 in Brüssel Sechster mit seiner persönlichen Bestzeit von 9:18,6 min. Bei den Olympischen Spielen 1952 in Helsinki schied er im Vorlauf aus.
1950 und 1952 wurde er Belgischer Meister.